# Bernard Lorjou
Bernard Lorjou, né à Blois le 9 septembre 1908, et mort à Saint-Denis-sur-Loire le 26 janvier 1986, est un peintre et graveur (lithographie, eau-forte et gravure sur bois) français.
Au sortir de la Seconde Guerre mondiale et pendant les années 1950, il est, avec Bernard Buffet, Jean Carzou, Alfred Manessier et quelques autres, l'un des peintres français les plus cités et les plus connus d'alors : dans un sondage publié en 1955 par Connaissance des arts sur les « dix plus grands artistes de l'année », il est cité en troisième position, après Buffet et Antoni Clavé, mais devant Alfred Manessier, Nicolas De Staël et Jean Bazaine.

## Biographie
Bernard Lorjou naît dans le quartier Vienne à Blois le 9 septembre 1908. Il est le troisième enfant de Joseph et de Rose-Amélina dite Clotilde Lorjou, ses aînés étant Odette et Robert qui mourra à 19 ans de la tuberculose. Terminant à treize ans une scolarité turbulente et sans résultat, un temps apprenti charpentier mais souhaitant devenir peintre, Bernard Lorjou vers 1924 quitte Blois pour Paris où, vivant pauvrement - il est un temps garçon de course chez un imprimeur -  il découvre l'œuvre d'Édouard Manet tout en fréquentant les anarchistes du Libertaire. Peu après, en 1925, il est apprenti coloriste à l'atelier de dessin François Ducharne. Il y devient maquettiste et dessinateur en soierie. Plus tard, ses créations dans ce domaine habillent des célébrités comme la duchesse de Windsor ou Marlène Dietrich. Il y rencontre aussi Yvonne Mottet, sa future compagne, avec qui il se mariera en 1968, quelques semaines avant le décès de celle-ci d'une leucémie.

### Peintre témoin
Junko Shibanuma restitue la découverte par Bernard Lorjou de Francisco de Goya, en même temps que Diego Vélazquez et El Greco, lors de sa première visite du musée du Prado à Madrid en 1931 : « sensible d'abord aux aspects techniques et plastiques des peintres espagnols dont il admire le don "de peindre avec poésie des images de la réalité", Lorjou est assurément séduit par la puissance narrative de l'œuvre de Goya. Est-ce au contact de l'œuvre de ce dernier que Lorjou conçoit que le rôle de l'artiste est d'être témoin de son époque ? Ou bien Goya le conforte-t-il dans ce qu'il ressent depuis longtemps ? ». Ses premières œuvres attachées à un événement historique sont ses dessins L'assassinat de Paul Doumer en 1932, que suivront ses toiles Février 34 en 1934, La conquête de l'Abyssinie par les Italiens en 1936, Le couronnement de George VI en 1937, Prisonniers en 1938 (tableau où les formes exagérées des mains annoncent l'expressionnisme naissant que l'artiste fera bientôt définitivement sien) puis, pendant la Seconde guerre mondiale et peints pour la plupart en camaïeu de gris, Le matin du camp de concentration, Les surveillés, Les déportés.
Soutenu par le critique Jean Bouret, il fonde avec Yvonne Mottet, Paul Rebeyrolle, Gaston Sébire et Michel Thompson le mouvement anti-abstrait « L'Homme témoin de son temps ». La première exposition du groupe a lieu à la Galerie du Bac à Paris en 1948. La même année, il partage avec Bernard Buffet le prix de la critique. Ce dernier, Simone Dat et André Minaux participent à la seconde exposition de l'Homme témoin à la Galerie Claude en 1949. La troisième et dernière a lieu en novembre 1962 avec seulement Yvonne Mottet, au bal du Moulin rouge.
En 1953, il rencontre Domenica Walter-Guillaume qui le met en relation avec le marchand d'art Georges Wildenstein, la duchesse de Windsor, Edgar Faure, Arthur Honegger et d'autres personnalités.
Farouche adversaire de l'art abstrait, Lorjou le qualifiera dans une lettre ouverte au président de la République « d'imbécile, apatride, vide, art de dégénéré… devenu par la volonté de votre ministre de la Culture, l'ART officiel français ».
En 1960, il signe une autre lettre ouverte en faveur du peintre David Alfaro Siqueiros, alors emprisonné au Mexique et qui le remerciera de sa présence lors du vernissage de L'assassinat de Sharon Tate au musée Galliera, le 14 octobre 1970.
Personnage irascible et fantasque, Lorjou fait circuler en 1977 une pétition pour la défense de l'Art français et contre le Centre Beaubourg qu'il n'hésite pas à affubler du mot de Cambronne parce qu'il représente pour lui cet art officiel qu'il exècre particulièrement.
D'un style onirique figuratif, il est souvent considéré par la critique comme un expressionniste tardif. Artiste autodidacte, il se définit lui-même comme « la bête noire » des conservateurs de musées. Dans la mouvance du Salon de la Jeune Peinture de la Nouvelle École de Paris, il expose au Salon des peintres témoins de leur temps et au Salon d'automne tout au long de sa vie après la Seconde Guerre mondiale.

### Mort et postérité
Il passe les dernières années de sa vie à Saint-Denis-sur-Loire. Le lundi 27 janvier 1986, on lit en page une du quotidien France-Soir : « Bernard Lorjou, qui souffrait de graves crises d'asthme, est mort dimanche matin à son domicile de Saint-Denis-sur-Loire, d'une crise cardiaque. Il était âgé de soixante dix-sept ans ».
Junko Shibanuma estime que « sans aller jusqu'à parler de réhabilitation de la peinture d'histoire, on peut considérer que le grand apport de Lorjou à l'art contemporain a été de réintroduire l'actualité dans l'œuvre d'art. Il n'était d'ailleurs pas le seul à y penser et, vers les années 1930, on parlait déjà du retour au sujet. Mais, entre ce que René Huyghe préfère appeler "le retour aux apparences" et "le retour au sujet" qui est la préoccupation de Lorjou, il existe une grande différence de conception : le premier veut simplement reconnaître l'ascendant de l'art figuratif sur la peinture abstraite alors en vogue, tandis que le second entend réhabiliter un genre pictural cher à Théodore Géricault, c'est-à-dire créer un art épique ».

## Œuvres

### Thèmes picturaux
- La bataille d'Abadan, 1951.
- Les massacres de Rambouillet, 1956-1957.
- Le bal des fols, 1959.
- Grimau, 1963.
- Les rois de Charlemagne à Charles de Gaulle, 1963-1964.
- Dallas Murder Show, 1964.
- Centaures et motocyclettes, 1965.
- Blancs et noirs, 1965.
- Hiroshima, 1968.
- Corridas, 1968-1970, 1974-1975.
- L'assassinat de Sharon Tate, 1968-1970.
- Cirque, 1975.
- Afghanistan, 1980.
- Sabra et Chatila, 1982.

### Suites lithographiques
- Les faits divers de l'âge atomique, douze lithographies « très goyesques dans la forme et l'esprit et mélangeant des sujets politiques ou sociaux » (Ilse Koch, la chienne de Buchenwald, La guerre de Corée, La conférence de l'O.N.U., L'expérience atomique de Los Alamos, La fête du bimillénaire de Paris, Les soucoupes volantes…), 1951[6].

### Contributions bibliophiliques
- Sous la direction de Philippe Cara Costea, Sujet n°5 - Autoportraits, portefeuille de sérigraphies originales, dix autoportraits sérigraphiés par Philippe Cara Costea, Nicolas Carrega, Paul Collomb, Daniel du Janerand, Bernard Lorjou, Yvonne Mottet, Orlando Pelayo, Claude Roederer, Gaëtan de Rosnay et Claude Schürr, tirage limité à deux cents exemplaires, Jeune Peinture, 1951[15].
- Pierre Daninos, Les carnets du Major Thompson - Vacances à tous prix - Un certain Monsieur Blot, illustrations hors-texte d'Yves Brayer, Bernard Buffet et Bernard Lorjou, Hachette, 1961.
- Guillaume Apollinaire, Le Bestiaire, ou le cortège d'Orphée, trente-trois gravures sur bois en couleurs par Bernard Lorjou, deux cent-trente exemplaires numérotés, Éditions d'Auteuil, 1965. Fut l'un des cinq livres de bibliophilie primé par le Comité les livres et des arts graphiques en 1965[16].
- Catalogue de luxe annuel de la maison Nicolas (Draeger frères), octobre 1969[17].

### Autres
- Affiche Campagne mondiale contre la faim, Organisation des Nations unies, New York, 1968.
- Affiche Votez et statue de bronze Trophée du civisme, Centre d'information civique, Paris, 1978.

## Expositions

### Expositions  personnelles
- Galerie du Bac, Paris, novembre-décembre 1945, 1947 (Cent études, dessins, peintures, sculptures pour le miracle de Lourdes)[18].
- Recent works of Bernard Lorjou, Anglo French Art Center, Londres, 1946[18].
- Bernard Lorjou - Études pour "L'âge atomique" et pour "L'usine d'incinération des ordures ménagères de la ville de Paris", Galerie Claude, Paris, mars 1950[18].
- Galerie Charpentier, Paris, 1951.
- Bernard Lorjou - Lithographies : "Les faits divers de l'âge atomique", Galerie d'art du Faubourg, Paris, 1951[18].
- Galerie Wildenstein, New York, 1953, 1954.
- Lorjou et Mottet, Musée d'art moderne de Kamakura, 1954 ; Fondation Eugenio Mendoza, Caracas, 1957[18].
- Bernard Lorjou - Le bouc et l'arlequin, Galerie d'art du Faubourg, Paris, août-septembre 1956[19].
- Les massacres de Rambouillet, baraque sur l'esplanade des Invalides, Paris, 1957[18].
- Paintings by Lorjou, Galerie Wildenstein, Londres, octobre 1958[18].
- Bernard Lorjou - "Le roman de Renart", Exposition universelle de 1958, Bruxelles[18].
- Bernard Lorjou - Le bal des fols, Galerie Wildenstein, Paris, septembre-octobre 1959[18].
- La force de frappe, Moulin-Rouge, Paris, 1961.
- Bernard Lorjou - Lithographies, Galerie Marcel Bernheim, Paris, juin 1963.
- Exposition sur une péniche, Paris, 1963.
- Galerie Hutton, New York, 1964.
- Blancs et noirs, Galerie A. Gattlen, Lausanne, décembre 1964 - Janvier 1965.
- Centaure et motocyclettes, exposition en plein air, Sarcelles, 1965.
- Bernard Lorjou, bois gravés - Le Bestiaire d'Apollinaire, Galerie Sagot-Le Garrec, mai 1965 ; Librairie-galerie René Kieffer, Paris, février 1966[16].
- Galerie Urban, Paris, 1966.
- Exposition itinérante Le camion rouge, avec Yvonne Mottet, 1968.
- La faim dans le monde, Galerie Emile Walter, New York, 1968.
- Galerie Nihonbashi, Tokyo, 1968.
- Hommage à Yvonne Mottet et Bernard Lorjou, Hôtel Cabu, Orléans, 1969.
- Salle des fêtes de la mairie de Levallois-Perret, mai-juin 1969.
- University of Arizona Museum of Art, Tucson, février-mars 1970.
- Bernard Lorjou - Des assassins et des fleurs, Galerie Pétridès, Paris, juin 1970.
- L'assassinat de Sharon Tate, Musée Galliera, Paris, 1970.
- L'assassinat de Sharon Tate, Théâtre du Parvis, Bruxelles, novembre 1970 - janvier 1971.
- Bernard Lorjou - L'assassinat de Charon Tate - La mort de Mishima, Galerie Seibu, Tokyo, et Galerie Hanshin, Osaka, 1971.
- Galerie Tallien, Saint-Tropez, 1971.
- Lorjou - Peintures, sculptures, Galerie Hilton, Bruxelles, 1972.
- Lorjou - Gouaches, dessins, Galerie Govaerts, Bruxelles, 1972.
- Amour et massacre, Galerie Drouant, Paris, 1972.
- Wally Findlay Galleries, New York, Los Angeles, Chicago, Miami, 1973.
- Galerie Campo, Anvers, 1975.
- La corrida en petits formats, Galerie Govaerts, Bruxelles, 1976.
- Bernard Lorjou - Les enragés, Galerie Beauvau-Miromesnil, 1980.
- Lorjou dans les collections privées françaises, château de Blois, du 9 mars au 8 avril 1984.
- Bernard Lorjou - Œuvres récentes, hôtel de ville de Bruxelles, 1984.
- Lorjou, rétrospective 1970-1985, Palais de l'Europe de Menton (Alpes-Maritimes), 1985.
- Rock-Sida-Bâches, Galerie Epsilon, Paris, septembre 1985 - janvier 1986.
- Fundacion Eugenio Mendoza, Caracas, février-mars 1986.
- Lorjou et Mottet, Galerie d'art de la place Beauvau, octobre-novembre 1994.
- Lorjou - Rétrospective 1938-1986, Galerie Florence Basset, Flassans-sur-Issole, mars-juin 1997[20],[21],[22],[23],[24],[25],[26].
- Hommage à Lorjou, Commanderie Saint-Jean, Corbeil-Essonnes, septembre 1997.
- Lorjou, peintre témoin, Espace Belleville, Paris, mai-juin 1998[27].
- Bernard Lorjou - Cirque, corrida et musiciens, château de Carrouges, septembre 1998.
- Bernard Lorjou - Faune sauvage, Musée de la chasse et de la nature (hôtel de Guénégaud), Paris, septembre-novembre 1998.
- Galerie L'Art en stalles, Pouzac, juin-septembre 2000[28].
- Lorjou - Petits formats, Galerie 26, place des Vosges, Paris, octobre-novembre 2001.
- Lorjou - Œuvres de 1970 à 1985, Galerie Médicis, Besançon, novembre 2001.
- Bernard Lorjou, un artiste témoin de son temps, église Saint-Pierre-le-Puellier, Orléans, juin-septembre 2002.
- Lorjou, le dessinateur, maison du Loir-et-Cher, Blois, juin-août 2003.
- Lorjou, le graveur, Chambre des notaires du Loir-et-Cher, juin-août 2003.
- Lorjou,le peintre - Œuvres choisies de ses vingt dernières années, château de Blois, juillet-août 2003.
- Lorjou tambour battant, Palais Bénédictine, Fécamp, février-juin 2004 (catalogue préfacé par Lydia Harambourg).
- Lorjou - rétrospective, Palais Carnolès, Menton, mai-octobre 2005 (catalogue par Junko Shibanuma).
- Bernard Lorjou - Dessins, Galerie Ginza-Est, Tokyo, novembre-décembre 2005.
- Hommage à Bernard Lorjou, Centre culturel André-Malraux, Le Pecq, janvier-février 2006.
- Bernard Lorjou, peintre témoin de son temps, Kunsthalle Harry Graf Kessler, Weimar, mai-juin 2006.
- La jeune peinture figurative des années 1950, Musée d'art Roger-Quilliot, Clermont-Ferrand, juin-octobre 2008.
- Faits divers de l'âge atomique, regards d'un européen sur le monde d'après-guerre : lithographies de Bernard Lorjou, mairie de Blois, octobre 2008.
- Centenaire de Bernard Lorjou, mairie du 8e arrondissement de Paris, juin-juillet 2008.
- Centenaire de Bernard Lorjou, Galerie Carla Milivinti, Blois, octobre-novembre 2008.
- Bernard Lorjou - La corrida, espace Van-Gogh et église des Frères prêcheurs, Arles, avril 2009.
- Bernard Lorjou, rétrospective, 60e Salon de l'Académie du Vernet, centre culturel Valéry-Larbaud, Vichy, août-septembre 2009.
- Galerie Regard, Sainte-Maxime, mai 2011[29].
- Le bestiaire, mairie de Blois, décembre 2011[30],[31].
- Lorjou - Sculptures : bois brûlés, bronzes, polychromes, La Grande Bastide, Saint-Tropez, 2012.
- Lorjou s'en va-t-en-guerre, mairie de Blois, octobre 2013[32].
- Lorjou le rebelle, Conseil général du Loir-et-Cher, Blois, octobre 2014.
- Bernard Lorjou, rétrospective, mairie du 9e arrondissement de Paris, janvier-février 2016.
- Galerie Guillaume Brouard, Dinan, mai-juin 2016[33].
- Lorjou va in Guerra, Museo Michelangelo, Caprese Michelangelo, juillet 2016.
- Bernard Lorjou - La couleur comme un cri, décembre 2016 - février 2017, château de Tours[34],[35].
- Lorjou - Petits formats, bijouterie Laurent Potier, Vendôme, juin-juillet 2017[36].
- Galerie Clémangis, Chalons-en-Champagne, juin 2017[37],[38].
- Galerie des voûtes du Puits-Châtel, Blois, août 2018[39].
- Lorjou - La puissance des images, chambre des notaires de Loir-et-Cher, octobre-novembre 2018.
- Lorjou - La vie est un jeu, maison de la BD, Blois, février-juin 2019[40].
- Bernard Lorjou - L'humain et l'animal, musée Boucher-de-Perthes, Abbeville, juin-septembre 2019[41].
- Bernard Lorjou - L'instinct animal, espace culturel La Douve, Langeais, août-octobre 2020[42].
- Lorjou revient à Blois, hall de l'hôtel de ville de Blois, avril-mai 2023.
- Les bestiaires de Bernard Lorjou, espace Jacques-Prévert, Mers-les-Bains, juin-août 2023[43].

### Expositions collectives
- Salon d'automne, Paris, 1928, 1930, 1931, 1933, de 1941 à 1949, de 1951 à 1954[18], hommage posthume particulier en 1989.
- Salon des artistes décorateurs, Paris, 1931, 1932[18].
- Salon des indépendants, Paris, de 1931 à 1950, 1953, 1954, 1955[18].
- Salon des Tuileries, Paris, 1935, 1936, 1938, 1939, de 1945 à 1952[18].
- La Marseillaise de la Libération - Exposition sous le patronage d'Yvon Bizardel, directeur des Beaux-Arts, musées et bibliothèques de la ville de Paris, Galerie Roux-Hentschel, Paris, juillet 1945[44].
- Salon de Bordeaux, 1948[18].
- Exposition-manifeste du groupe L'Homme critique, Galerie du Bac, Paris, 1948.
- La Jeune Peinture - Bernard Buffet, Bernard Lorjou, André Minaux, Galerie Saint-Placide, Paris, 1948[45].
- Salon de mai, Paris, de 1948 à 1951, 1953[18].
- Exposition Prix de Rome en liberté - René-Jean Clot, Jacques Despierre, Francis Gruber, Robert Humblot, André Marchand, Raymond Moisset, Bernard Lorjou, Francis Tailleux, Roger Worms, Galerie Despierre, Paris, 1948.
- Salon de l'art mural d'Avignon, 1949[18].
- Biennale de Venise, 1948, 1950 (quatre toiles : Le miracle de Lourdes, œuvre acquise par la ville de Venise, La chasse aux fauves, Un gigot, Une tête de veau)[46].
- Recent trends in realist painting, Institute of Contemporary Arts, Londres, 1952[45].
- Salon du dessin et de la peinture à l'eau, Paris, 1953, 1954, 1955[18].
- Bernard Lorjou, Paul Aïzpiri, André Minaux, Yvonne Mottet, Gaston Sébire, Galerie Charpentier, Paris, 1953.
- L'École de Paris, Galerie Charpentier, Paris, 1954 (affiche de Bernard Lorjou), 1955[18].
- French painters from the collection of Eric Estorick (en) : Bernard Buffet, Antoni Clavé, Bernard Lorjou, André Marchand, André Minaux, Michel Patrix, Paul Rebeyrolle, Midland Group Gallery (en), Nottingham, février 1955 ; Newcastle upon Tyne, mars-avril 1955 ; York, mai-juin 1955[47].
- La Jeune Peinture française, New York Coliseum, 1959[45].
- Art figuratif - Yvette Alde, Bernard Buffet, Jean Carzou, Bernard Lorjou, André Marchand, Michel Patrix, Gabriel Zendel, Galerie Paul Raffray, Paris, mars 1961.
- Salon des artistes français, Paris, 1977, Les sept nuits.
- Salon Thomson-CSF, Cholet, 1977.
- L'année François Rabelais, château de Tours, 1985, Gargantua.
- Au-delà du corps, Centre culturel Jacques-Prévert, Aixe-sur-Vienne, juin-septembre 2007.
- La jeune peinture figurative des années 1950, Musée d'art Roger-Quilliot, Clermont-Ferrand, juin-octobre 2007.
- La réalité retrouvée - La Jeune Peinture - Paris, 1948-1958 : Françoise Adnet, Richard Bellias, Bernard Buffet, Philippe Cara Costea, Simone Dat, Gabriel Dauchot, Michel de Gallard, Raymond Guerrier, Roger Lersy, Bernard Lorjou, André Minaux, Jean Pollet, Paul Rebeyrolle, Gaëtan de Rosnay, Michel Thompson, Maurice Verdier, Musée Estrine, Saint-Rémy-de-Provence, 2010.
- Salon du dessin et de la peinture à l'eau, Bernard Lorjou invité d'honneur, Grand Palais des Champs-Élysées, Paris, 2013[48].
- Lorjou - Buffet, Galerie Dil, rue de Miromesnil, Paris, décembre 2014.
- Salon international du portrait ARTEC, Bernard Lorjou invité d'honneur, château de Beauregard (Loir-et-Cher), du 18 avril au 3 mai 2015.
- Vingt ans de passion: Raymond Guerrier, Roger Lersy, François Heaulmé, Bernard Lorjou, Yvonne Mottet, Bernard Buffet, André Minaux…, Galerie Florence Basset, Flassans-sur-Issole, juin-août 2015.
- Festival du portrait animalier, château de Beauregard (Loir-et-Cher), juillet-août 2015.
- Triennale internationale d'art contemporain, Bernard Lorjou invité d'honneur, Bastille Design Center, Paris, septembre 2016.
- Les insoumis de l'art moderne - Paris, les années 50, Musée Mendjiszky-Écoles de Paris, Paris, octobre-décembre 2016[49],[50],[51].

## Citations

### Dits de Bernard Lorjou
- « Mes idées n'ont pas varié depuis que j'ai entrepris mon œuvre de peintre. Je ne suis pas de ceux qui composent avec l'époque ou l'adversaire. Il est vrai que je suis peintre et non écrivain : je ne sais ni écrire, ni nuancer ma pensée pour ne pas froisser mon interlocuteur. Je n'utilise que la couleur pure, dans toute sa violence. » - Bernard Lorjou, 1959[6]

### Réception critique
- « Lorjou est, à coup sûr, un expressionniste, mais d'un autre monde : alors que l'expressionniste se présente en général comme un introverti qui, tout occupé qu'il soit des autres, a trop à faire avec lui-même pour ne pas se dépeindre en priorité, Lorjou est un extraverti, un fustigeur. Il n'existe que dans sa fonction de satiriste ; il n'existe que s'il foudroie les méchants. Il est de la race d'un Daumier, avec moins d'humilité, et s'en prend tout à tour à ceux qui font la guerre microbienne, au pape, au président de la République, dans de grands tableaux qui s'imposent aux mémoires tant par la force de la scène choisie pour foudroyer la victime que par les rythmes de la composition. Dans son chromatisme frénétique, il exprime les colères et le délire vengeur d'un contestataire à la Céline. » - Pierre Descargues[52]
- « Un réalisme bien différent est celui qui se tourne vers la réalité sociale, avec souvent une volonté de protestation morale ou d'engagement politique... L'apport le plus important est celui de Lorjou qui a réalisé d'immenses compositions (Peste en Beauce, Chasses à Rambouillet), provoquant des scandales, enthousiasmant les amateurs de peinture par la furie de son dessin. Son art monumental, parfois désordonné et énigmatique, n'en est pas moins unique par ses ambitions et sa puissance. » - René Huyghe de l'Académie française et Jean Rudel[53]
- « Un monde de violence et d'injustice, mais aussi de fêtes et de fleurs, un temps devenu couleurs et formes, un temps transposé en peinture comme un cri qui éclate dans le cœur des hommes... Chez Lorjou, on vit, on danse, on se déguise : des toiles où les fleurs, les chats, les chiens, les hommes semblent plus vrais que les vrais. Et chaque jour ainsi la lutte continue pour que naissent sur la toile des couleurs et des lignes, pour qu'apparaisse aux yeux des hommes un monde réinventé, neuf, purifié, péremptoire. » - Manuela Damon[54]
- « La première fois que j'ai vu un tableau de Lorjou, j'ai pensé à François Villon, peut-être parce que l'un et l'autre ne ressemblent à personne. L'œuvre de Lorjou est toujours imprévisible, comme la vie... Il y a un événement dans chaque tableau de Lorjou mais, si figuratif que soit celui-ci, il s'approprie l'événement, il le tord, le cambre, l'enflamme ou l'écrase à sa manière qui règne en souveraine sur toute son entreprise. Tous les tableaix de Lorjou sont des autoportraits. » - Jacques Laurent[55]
- « Une œuvre qui reflète dans son chromatisme frénétique les colères et le délire vengeur d'un contestataire à la Céline... On peut ne pas apprécier la puissance gestuelle, l'humour tragique de ses grandes compositions, il est en tout cas impossible de rester indifférent à la passion qu'exprime leur vigueur. » - Gérald Schurr[56]
- « Il n'eut de maîtres que ceux qu'il s'est donné : Goya, James Ensor, George Grosz, Soutine, avec des réminiscences de Delacroix, Courbet, Van Gogh. Il s'est ainsi créé sa propre manière : un dessin efficace et violent, une matière pigmentaire, une couleur expressivement exacerbée. » - Jacques Busse[57]
- « Lorjou aime le combat. Il est né ainsi. Ce petit homme à la santé fragile possède une tempérament incandescent. Il voit partout des champs de bataille. Sa propre peinture n'y échappe pas. Loin d'être une paisible activité, elle est pour lui un terrain de combat par excellence (ne crée-t-il pas ses meilleures œuvres en état de rage ?). Il en sort souvent épuisé, mais heureux de s'être bien bagarré avec la forme, la couleur, la lumière... Sa Dulcinée s'appelle l'art. Il ne tolère pas que les problèmes de l'art soient réglés en dehors de l'artiste qu'il considère, étant créateur, comme l'être suprême après Dieu... Ainsi, quand il montre son travail, il transforme son exposition en tribune, avec slogan, pamphlet, lettre ouverte, parfois même rixe entre les partis adverses. Il se plaît à donner à chacune de ses activités un parfum de scandale dont la presse raffole et qui de ce fait cache aux yeux de ses contemporains la véritable valeur de sa peinture. Il paye cher son combat. » - Junko Shibanuma[58]
- « La peinture est un combat qu'il a mené tambour battant. Hors de tout conformisme, cet autodidacte mi-beauceron, mi-solognot, dont les sujets choisis revendiquent une portée universelle, et donc un langage intelligible, a peint l'Homme avec ses joies, ses souffrances, son orgueil, ses réflexes, ses sentiments, ses muscles. Vindicative est sa peinture. Flamboyante. Se bagarrer avec les formes, recourir à une palette violente dont il exalte les couleurs primaires et privilégie les contrastes heurtés et sonores, telle est sa démarche mise au service d'un réalisme imprégné d'un lyrisme tour à tour épique et visionnaire. » - Lydia Harambourg[59]
- « Porteur d'une force et d'une truculence hors du commun, Lorjou témoigne des capacités de la peinture figurative à se renouveler et à exprimer sa modernité. Le peintre s'est violemment démarqué de ses grands aînés, Picasso et Matisse, puisant sa sève chez Goya, Courbet et van Gogh avec lequel il partage un goût immodéré pour l'utilisation du jaune, produisant ainsi une œuvre d'une profonde originalité, loin du conformisme reproché à la Seconde École de Paris, d'une verve expressionniste hors du commun. Les polémiques oubliées, demeurent les tableaux qui, un jour, donneront raison à Georges Wildenstein ou Waldemar George et situeront l'artiste parmi les grands créateurs de la seconde moitié du vingtième siècle. » - Éric Mercier[60]

## Prix et distinctions
- Prix de la critique (ex-æquo avec Bernard Buffet), 1948.
- Prix du Gemmail, Tours, 1973.

## Hommages
- Une place de la ville de Blois, une école et une rue de la ville de Sain-Denis-sur-Loire portent le nom de Bernard-Lorjou.

## Collections publiques

### France
- Abbeville, Musée Boucher-de-Perthes, Le Bestiaire, ou le cortège d'Orphée de Guillaume Apollinaire, gravures sur bois.
- Bagnols-sur-Cèze, musée Albert-André :
  - Le chapon des abbesses à Montmartre[61].
  - La Mama, huile sur toile[18].
- Besançon, musée des beaux-arts, Centaures et motocyclettes, huile sur toile 260x333cm, 1965[18].
- Blois, château[18] :
  - Le Prélat, huile sur toile 200x100cm.
  - L'Ascension, huile sur toile.
- Clermont-Ferrand, musée d'art Roger-Quilliot[18] :
  - Le homard, huile sur toile 97x130cm, 1956.
  - Nature morte au faisan, huile sur toile 89x130, vers 1956.
- Erquy, mairie, Le déjeuner du peintre, huile sur toile 215x175cm[18].
- La Courneuve, Centre culturel, grand rideau du théâtre, 1968.
- Lyon, Musée historique des tissus.
- Mers-les-Bains, médiathèque-artothèque de l'espace Jacques-Prévert, Le Taureau, gravure sur bois 56x76xm.
- Paris, Département des estampes et de la photographie de la Bibliothèque nationale de France.
- Paris, musée d'art moderne de la ville de Paris, L'atelier de Marbella, huile sur toile 283x339cm, 1969[18].
- Paris, musée de la chasse et de la nature (hôtel de Guénégaud), plafond de la salle d'Afrique, 1968[62].
- Paris, musée national d'art moderne, :
  - L'âge atomique, huile sur toile 358x539cm, 1950[63].
  - Le bal des fols - Le taureau rose, huile sur toile 337x442cm[18].
- Paris, Bibliothèque de l'Opéra de Paris, le cavalier d'argent, sculpture en argent massif.
- Périgueux, musée du Périgord, Le canard de Barbarie au crochet, huile sur toile 194x168cm[18].
- Rouen, musée des beaux-arts, Naissance du peintre, huile sur toile 215x175cm[18].
- Saint-Denis-sur-Loire, mairie, Les enfants jouent, céramique, 1972[64].

### Canada
- Montréal, Université McGill (bâtiment Birks), Le buffet rouge, huile sur toile 114x146cm, don de Hélène V. et Lionel Rubin[65].
- Victoriaville, Musée Laurier.

### États-Unis
- Houston, Musée des beaux-arts (Texas), Taureau, peinture.
- Saint Louis University Museum of Art (en) (Missouri), Paysage marin, peinture.

### Israël
- Tel Aviv, musée d'art, Les Déportés, huile sur toile 180x220cm, 1945[18].

### Italie
- Ville de Venise, Le miracle de Lourdes, huile sur toile 450x300cm, 1947[18].

### Japon
- Tokyo, musée national de l'art occidental, Baigneuse de la Loire, huile sur toile[18].

### Liban
- Beyrouth, Farhat Art Museum, Fleurs et sabot, peinture[66].

### Pologne
- Varsovie, musée national, La conférence, huile sur toile 228x214cm, 1951[18].

### Royaume-Uni
- Londres, Victoria and Albert Museum, Hibou, gravure sur bois pour Le bestiaire, ou le cortège d'Orphée, ancienne collection Walter Strachan[67].

## Collections privées
- Irving Allen[68].
- Kenneth Battelle, Wappingers Falls[68].
- George Besson.
- Margaret Biddle.
- Jean Bouret[69].
- Nancy Ann Smith Wynne Chandler[70].
- Walter Buhl Ford II et Josephine Clay Ford (en)[68].
- Comtesse de Contades, Portrait de la Comtesse de Contades[71].
- Gérard Depardieu[72]
- Kirk Douglas, Beverly Hills[68].
- Eric Estorick (en), Londres[47].
- Edgar Faure[73].
- Samuel Goldwyn[68].
- Jean Jansem.
- Michou[74].
- François Mitterrand.
- S.A.S. Prince de Monaco.
- Gregory Peck[68].
- Antoine Pinay[73].
- Claude Pompidou[75].
- Frank Sinatra[68].
- Domenica Walter.
- Lew et Edie Wasserman, Los Angeles[68].
- Georges Wildenstein.
- Duc de Windsor.
- Maurice et Vivienne Wohl (en)[68].

### Source
- Richard Chambon, Parmi peintres et poètes, Paris, Harmattan, 2010, 382 p. (ISBN 978-2-296-12612-1 et 2-296-12612-X, présentation en ligne)

### Filmographie
- Lorjou - Variances, interview de Bernard Lorjou pat Florence Gruère, film de Claude Gallot, archives I.N.A., 1970 ((visionner en ligne, durée 15 min 46 s)
- Lorjou - Un regard de lumière, film d'Olivier-Laurent Girard, 1984.